# واژه‌شناسی هایدگر
مارتین هایدگر، فیلسوف آلمانی قرن بیستم، مجموعه بزرگی از آثار را تولید کرد که هدف آن تغییر جهت عمیق فلسفه بود. عمق تغییر به حدی بود که وی ضروری دانست تعداد زیادی از نوواژه‌های غالباً متصل به کلمات و اصطلاحات اصطلاحی در زبان آلمانی معرفی کند.
دو مورد از پایه ای‌ترین نوواژه‌های او که برای توصیف نگرش‌های مختلف نسبت به چیزهای جهان به کار می‌روند، عبارتند از حاضر در دست(به انگلیسی present-at-hand) و آماده در دست (به انگلیسی ready-to-hand) . از نظر هایدگر، چنین «نگرشی» مقدم بر، یعنی ابتدایی تر از علم‌های مختلف از گزینه‌ها منفرد در جهان است. خود علم نیز نوعی نگرش است، نگرشی که سعی در نوعی بررسی بی طرفانه دارد. سایر اصطلاحات مرتبط نیز در زیر توضیح داده شده‌است.
تحلیل کلی هایدگر کاملاً دخیل است و بسیاری از تاریخ فلسفه را به خود اختصاص داده‌است. برای توصیف پروژه کلی او، و ارائه برخی زمینه‌ها به این اصطلاحات فنی، به «هستی و زمان» مراجعه کنید.

## اصطلاحات
روشنگاه
(آلمانی: Lichtung)
در آلمانی کلمه Lichtung به معنی رخ نمودن است، به عنوان مثال، یک رخ‌نمایی در جنگل. از آنجا که ریشه آن کلمه آلمانی برای نور است (Licht)، گاهی اوقات در زبان انگلیسی به صورت «تابش» (به انگلیسی Lighting) نیز ترجمه می‌شود، و در کار هایدگر به ضرورت عرصه که در آن هر چیزی می‌تواند ظاهر شود اشاره دارد، در عرصه است که برخی چیزها یا ایده می‌تواند خود را نشان دهد، یا پرده‌گشایی شود. به رابطه‌ای که این مورد با الثیا دارد و افشا توجه کنید.